# Skót Királyság
A Skót Királyság (skót gaelül: Rìoghachd na h-Alba, skót angolul: Kinrick o Scotland) egy állam volt Európa északnyugati részén, 843 és 1707 között. Az ország a Brit-sziget északi egyharmadát foglalta el, és csak délen, az Angol Királysággal volt szárazföldi határa, mellyel mikor egyesült, akkor jött létre Nagy-Britannia Egyesült Királysága. Az egyesülésről az 1707-ben kiadott Acts of Union rendelkezett. Miután Anglia 1482-ben elfoglalta Berwick tengerparti várost, a Skót Királyság területe megegyezett a mai Skócia területével. Ezt északon az Északi-tenger, nyugaton és északon az Atlanti-óceán, délnyugaton az Északi-csatorna és az Ír-tenger határolja. A fő szigetet leszámítva a Skót Királyság több mint 790 szigetből állt.
Edinburgh, az ország legnagyobb városa mellett még Scone, Dunfermline és Stirling is volt az ország fővárosa. A Skót Királyság lakossága 1700-ban megközelítőleg 1,1 millió fő volt.

## Történelem

### Középkor

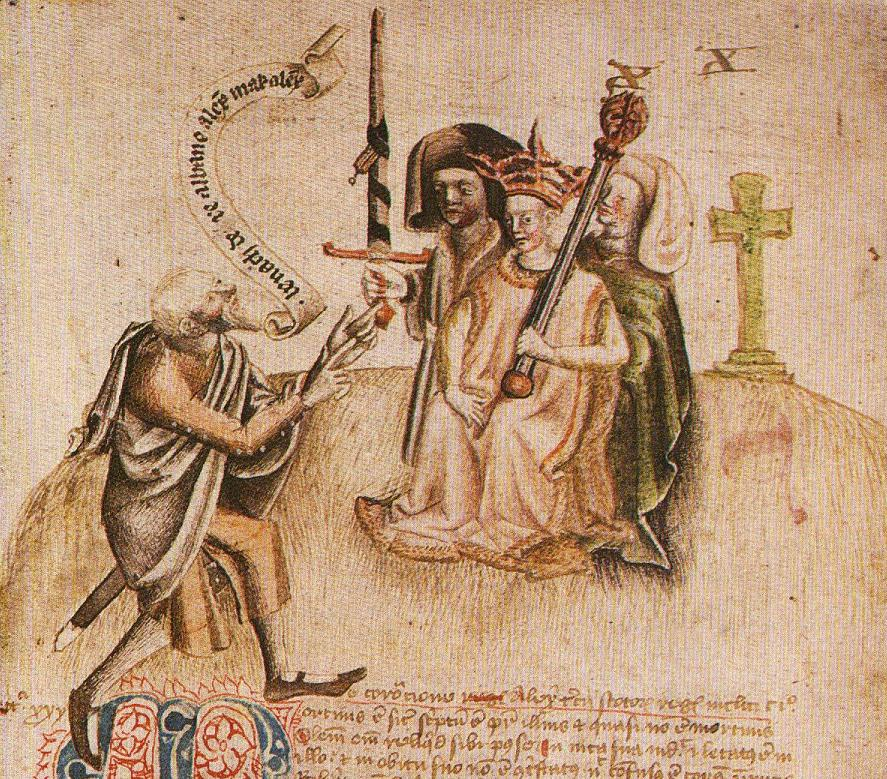
III. Sándor megkoronázása a Moot Hill-en, Scone-ban, a régi fővárosban, a skót királyok koronázási helyén. Őt az ollamh rígh (királyi költő) köszönti, aki elmondja neki a „benach De re albanne” kiáltványt („Beannachd Dé Rígh Alban”, „Isten éltesse Skócia királyát”); ez után a költő elmondja Sándor családfáját

A Skót Királyságot I. Kenneth egyesítette 843-ban. Az elkövetkező 850 évben kialakította saját jog- és oktatási rendszerét – mely a mai napig létezik – de ugyanígy külön monetáris és mértékrendszere volt. Történelmének elején a királyság a Forth és a Clyde folyóktól északra fekvő területeket uralta. Skócia délnyugati része a britonok egyik királyságának ellenőrzése alatt állt. Az ország délkeleti része 638-tól az angolbarát Bernicia királysága, majd a Northumbria királyság uralma alatt állt. Skóciának ez a része már II. Konstantin óta vitatott terület volt, és végül 1018-ban került skót kézre, mikor II. Máel Coluim egészen a Tweedig tolta ki a határt. Egészen a mai napig ez a délkeleti határ (kivéve Berwick-upon-Tweed környékén).
1263-ban Skócia és Norvégia megvívta a Largsi csatát a nyugati szigetek feletti ellenőrzés jogáért. A csatát egyik fél sem nyerte meg, de ezt követően a norvégok már soha nem tudták ellenőrzésüket a távoli szigeteken fenntartani. 1266-ban VI. Magnus norvég király aláírta a perthi szerződést, mely elismerte a sziget feletti skót fennhatóságot. A megállapodás ellenére a valóságban a szigetek lordjának önálló uralkodása folytatódott.
Az Auldi Szövetség egy Franciaország és Skócia között létrejött fontos szövetség volt. Gyökerei 1295-ig nyúlnak vissza, mikor John Balliol és IV. Fülöp aláírta a megállapodást, 1560-ig változó mértékű, de időnként igen fontos szerepet játszott a francia–skót, és néha még az angol külügyi kapcsolatokban. 1512-ben a szerződést kiegészítették, mi szerint Skócia és Franciaország összes állampolgára a másik országnak is állampolgára. Ezt az állapotot Franciaországban egészen 1903-ig, Skóciában mind a mai napig nem vonták vissza.

A skót királyok királyi címere, amit 1603, a koronák egyesítése előtt használtak

A skót királyok mindig nagyon fontosnak tartották Stirling erődítményét, ami a Stirling Bridge-i és a bannockburni csatához vezetett. Ezekre a skót függetlenségi háború idején került sor, mikor William Wallace és Róbert összefogtak. 1320-ban a skót nemesek egyik tiltakozása (a arbroathi deklaráció) végül meggyőzte XXII. János pápát, hogy visszavonja a régebbi kiátkozásokat és a különböző, a skótok által kiadott törvényeket és behódolásokat érvénytelennek tekintő rendelkezéseit, így több európai dinasztia el tudta ismerni Skócia szuverenitását.
1468-ban volt az utolsó nagyobb skót területszerzés, amikor III. Jakab elvette Margit dán hercegnőt, és ezzel hozományul megszerezte az Orkney- és a Shetland-szigeteket, majd 1493-ban fia, IV. Jakab sikeresen véget vetett a kvázi független szigetek lordja hatalmának, és így első alkalommal kerültek valójában királyi ellenőrzés alá a nyugati szigetek.
IV. Jakab uralkodásának idejét gyakran úgy tekintik, mint Skócia kulturális fejlődésének idejét, és nagyjából ebben az időben kezdett el az európai reneszánsz elterjedni az országban. Leginkább az oktatás területén fejlődött, a 15. században alapították a St. Andrews-i, (1413), a Glasgow-i (1450) és az Aberdeeni Egyetemet (1494). Ebben az időben fogadták el az 1496-os oktatási törvényt is.

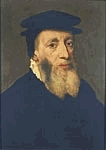
John Knox

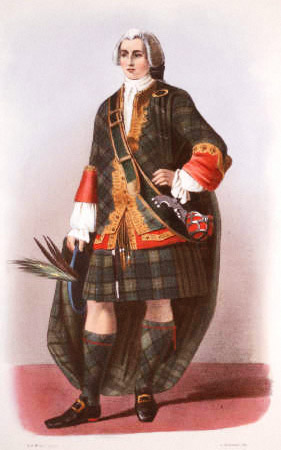
Robert Ronald McIan: Klánvezér

A 16. században, Skóciában is terjedt a reformáció. A század első felében először Luther Márton majd Kálvin János tanításai terjedtek Skóciában. Számos lelkipásztor kivégzése– melyek közül a leghíresebb a lutheránus Patrick Hamiltoné volt 1527-ben és később a kálvinista George Wisharté 1546-ban. Őket Beaton bíboros máglyán égettette meg St. Andrews városában. Ez azonban nem tudta megállítani a reformötletek terjedését. Beatont röviddel George Wishart kivégzését követően meggyilkolták.
A skót egyház megreformálását a parlament intézte 1560-tól mikor a legtöbb skót már felvette a kálvinizmust. A legbefolyásosabb személyiség John Knox volt, aki mind Kálvin Jánosnak, mind George Wishartnak a követője volt. A római katolikus vallás nem tűnt el teljesen, és a skót-felföld egyes részein megmaradt erős befolyása.
1603-ban VI. Jakab skót király I. Jakab néven angol király lett, így Skócia, Írország és Anglia között perszonálunió jött létre. A 17. század a zavargások, a vallási türelmetlenség időszaka volt Skóciában. I. Károly tevékenysége, aki angol stílusú imakönyveket akart bevezetni a skót egyházban, a nemzeti szövetség létrejöttéhez, majd később a püspökök háborújának, a skót polgári háborúnak és a három királyság háborújának a kitéréséhez vezetett. 1651 és 1660 között Skóciát egy cromwelli sereg George Monck vezetésével elfoglalta.
1689-ben a holland herceg, Orániai Vilmos II. Vilmos skót király néven uralkodó lett. Míg a dicsőséges forradalom elsősorban egy angol esemény volt, nagy hatása volt a skót történelemben is. A skót parlament felajánlotta Skócia koronáját amit Vilmos a jogok elismerésének kiadásával elfogadott. (Ez egy fontos dokumentum a törvényeken alapuló jogrendszer kifejlődésében és az angol Bill of Rightshoz hasonlít).
Számos skót támogatta Vilmost, de sokan (leginkább a felföldön) VII. Jakab oldalán álltak; a jakobizmus felkelések sorozatát indította el. Egy John Graham által vezetett csapat (Bonnie Dundee) a killiecrankie csatában 1689-ben legyőzte Bilmos seregit, de Dundeet megölték, és a jakobiták a következő, dunkeldi csatában veszítettek. Miután Vilmos VII. Jakabot Írországban a boyne-i csatában 1690-ben teljesen legyőzte, 1692-ben a Glencoe-i vérfürdő következett, ami után 1692-ben sikerült rábeszélni a többi felföldi klán vezetőjét, akik Vilmos pártján álltak, hogy változtassák meg véleményüket.
A 17. század vége gazdaságilag nehéz időszak volt Skócia számára. Az 1690-es évek hét szűk évének vagy a terméketlen éveknek a rossz termése nagy éhségekhez és a népesség csökkenéséhez vezetett. Az angol protekcionizmus távol tartotta a skót kereskedőket a gyarmatok piacaitól, és az angol külügy megszakította a kereskedelmet Franciaországgal. Ennek eredményeképpen sok skót, az ulsteri skótok Ulsterbe vándoroltak. Az 1695-ös skót parlament az egyre súlyosbodó gazdasági helyzet orvoslására számos törvényt hozott. Ezek egyike állította fel a Bank of Scotlandot. Az iskolaalapítási törvény Skócia-szerte községi alapon szervezett általános iskolai rendszert hozott létre. A Company of Scotland engedélyt kapott, hogy nyilvánosan gyűjtsön pénzt az Afrikával és Indiával folytatott kereskedelem pénzügyi alapjainak letételére. A 18. század elejére Skócia egy vészhelyzetben lévő királyság lett. Gazdaságát a tartós rossz termés okozta éhség meggyengítette. Az 1690-es terméketlen éveket a Darien Scheme katasztrofális hibája súlyosbította, mivel az angol Kelet-Indiai Társaság, a nemzetközi pénzügyi piacok amszterdami krízise és Vilmos király a darian tőkéjén keresztül összesen az ország likvid vagyonának 25%-át veszítette el.

### Egyesülés Angliával

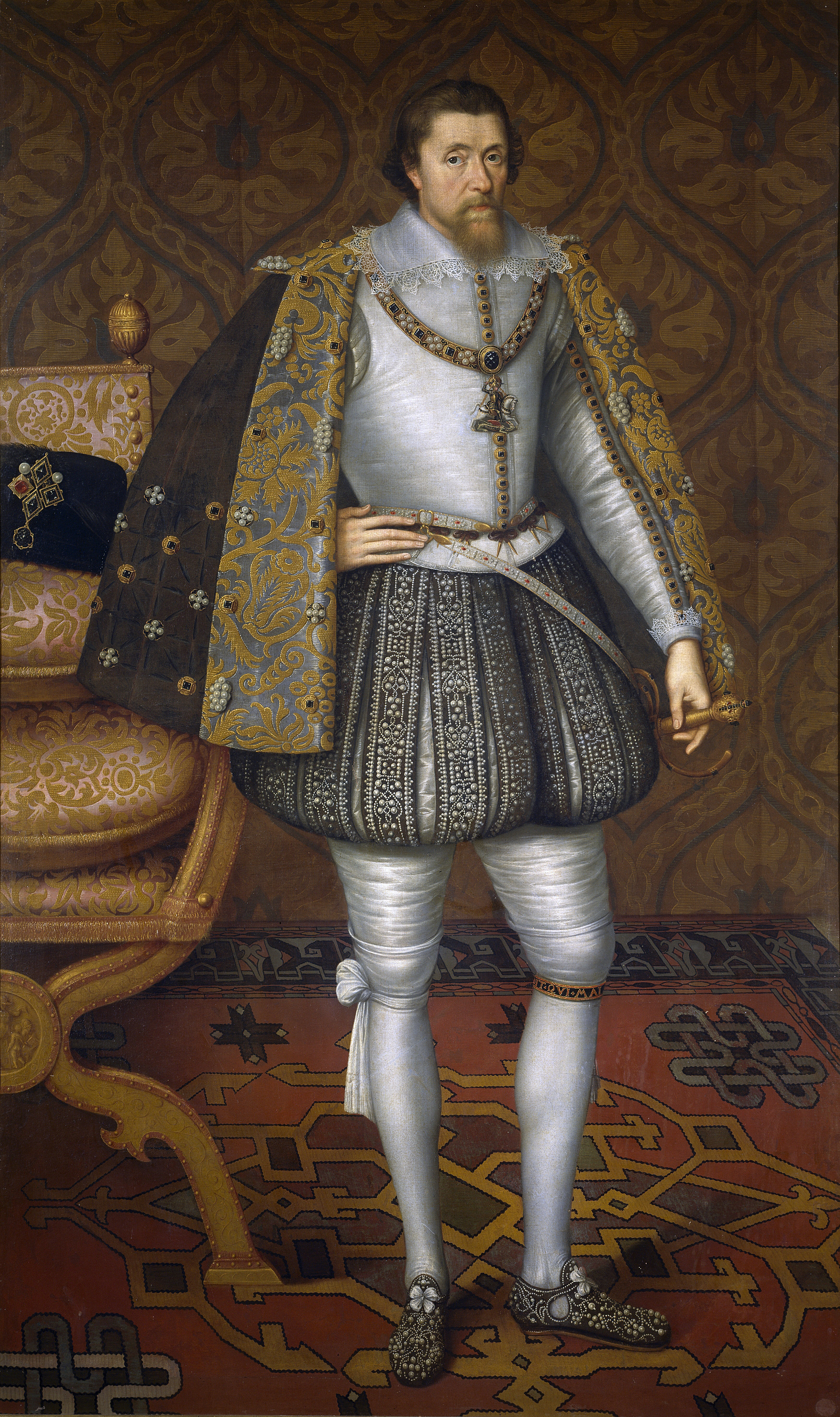
VI. Jakab, Anglia, Skócia és Írország királya

1603-ban Skócia uralkodója, VI. Jakab, örökölte Anglia trónját, és így I. Erzsébet halála után I. Jakab néven angol király is lett. Ezzel lényegében egy perszonálunió jött létre a két ország között, mikor ugyanaz a személy a két állam feje, de megmaradt a két külön parlament és közigazgatás.
Míg régebben három kísérlet volt az unió létrehozatalára a két ország között (1606-ban, 1667-ben és 1689-ben) ezek voltak az első olyan szerződések, amik mindkét fél akaratát tükrözik, bár különböző okokból. Angol oldalról az indok leginkább a királyi öröklés maradjon továbbra is protestáns ágon. Skót oldalról a vezető ok az angol forrásokhoz való hozzáférés, hogy az elrontott Darien terv okozta pénzügyi nehézségeket orvosolni tudják, másik oldalról az, hogy eltüntessék az angol kereskedelmi korlátokat.
Az angol politika legfőbb célja 1702 és 1707 között a Hannover-ház öröklésének biztosítása volt. Vilmos király 1702-es halála után Anna lett Anglia és Skócia uralkodója. Anna utolsó életben maradt gyermeke 1700-ban meghalt, és az angol letelepülési törvény szerint az angol örökösödési rendben a protestáns Hannover-ház következett. Mióta elképzelhetetlen volt, hogy Angliának és Skóciának ismét külön uralkodója legyen, a Hannoverek skóciai öröklésének bebiztosítása fontos szerepet töltött be Angliának Skócia irányába kialakított stratégiája miatt. 1703-ra az angolszász dinasztiák egyesülése, a koronák egyesítése válságba került. A skót parlamentnek megvolt a lehetősége mind a független dinasztia és külügyi kapcsolatok rendszerének, mind a skót biztonsági törvény által megengedett esély, hogy örökösnek az angol trónt birtoklón kívül másikat válasszon. Sokan Skóciában ezt egy olyan kívánatos lehetőségként értékelték, melyet az angol parlamentnek az a határozata biztosít, mely I. Károlyt az angol polgári forradalom idején az skót parlament említése nélkül menesztett, annak ellenére, hogy Károly egyben Skócia királya is volt. Ez azt jelentette, hogy a törvény megengedte a skót parlamentnek, hogy a nagy európai háborúk időszakában független külpolitikát folytasson. Ilyen háború volt a spanyol örökösödési háború és a nagy északi háború. Anglia politikai nézőpontjából ez megnyitotta egy jakobinusnak a skót trónra történő visszaültetését vagy egy Skócia elleni, Franciaországgal vagy a Holland Köztársasággal megvalósítandó kereskedelmi és/vagy katonai szövetség létrehozását. Ilyen támadások Angliát érhették volna Skócia, Írország vagy akár a kontinens irányából is, vagy érhették volna támadások az ország külföldi érdekeltségeit is. Azonban a skótok problémáját meg kellett oldani, és a Hannover-ház öröklését fenn kellett tartani.
Skót Királyság 1707. május 1-jén, az Acts of Union elfogadása után szűnt meg, ami egyesítette Skóciát és Angliát, és így létrehozta Nagy-Britannia Egyesült Királyságát. A megállapodás lehetővé tette, hogy Skócia küldötteket delegáljon a Lordok Házába. Ez biztosította, hogy a skót egyház továbbra is fennmaradhasson Skóciában, hogy a Court of Session megmarad, egészen addig, míg Skócia létezik, és hogy a skót jogrendszer ugyanolyan erővel hatályban marad, mint régebben. A többi engedmény közé tartozik, hogy újra hatályossá válik a letelepedési törvény, és a továbbiakban sem foglalhatja el katolikus a trónt. A szerződés létrehozott egy vám- és monetáris uniót. A törvény azt javasolta, hogy minden törvény és rendelet, mely a fogalmak tekintetében nem egyértelmű, "az érvénytelenné válik."

## Államszervezet és közigazgatás

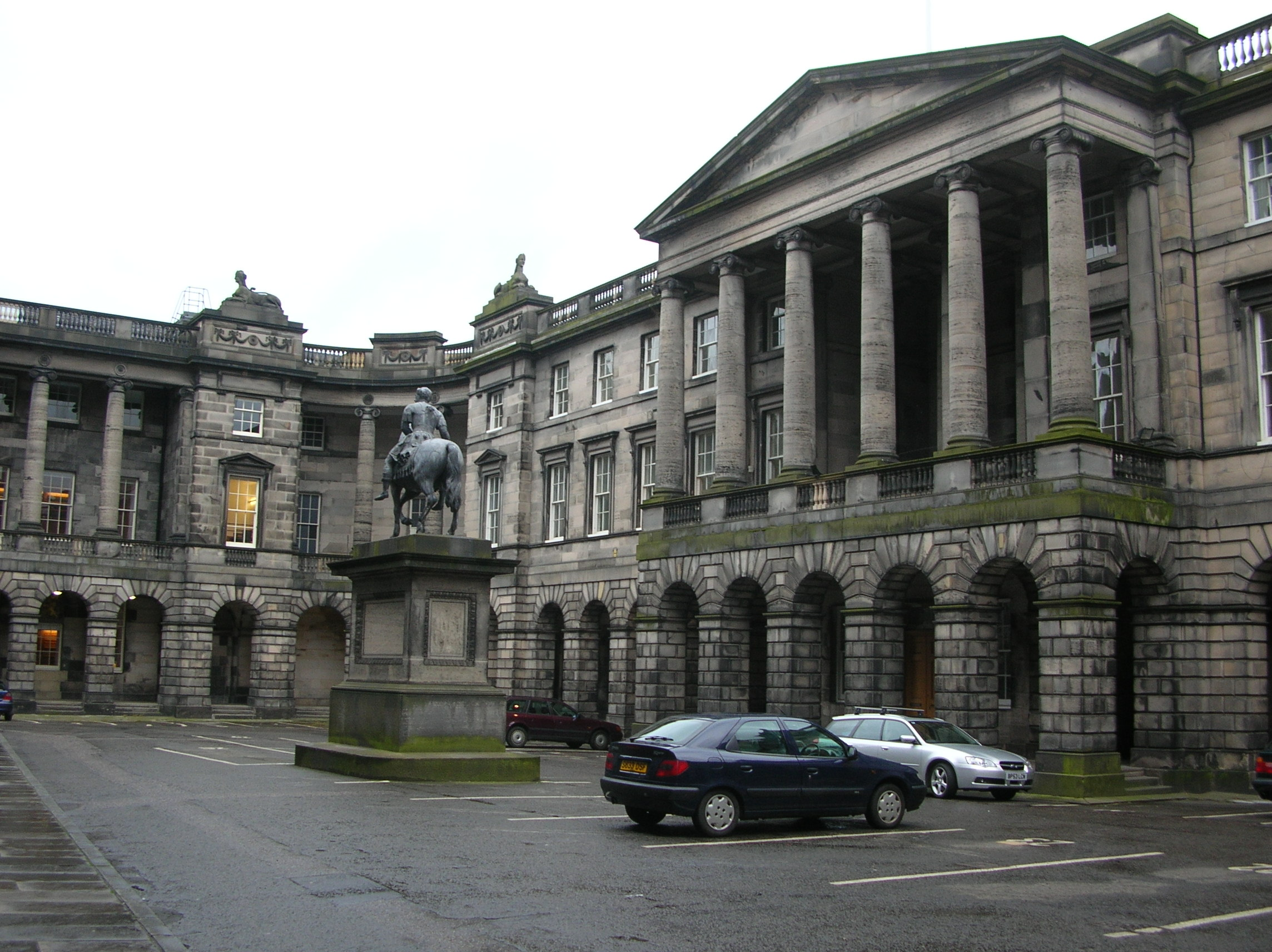
A parlament épülete Edinburghben

Skócia politikai felépítése történelme során bonyolultan alakult ki. A Skót Királyság létezésének túlnyomó része alatt, egy uralkodó, a nagykirály uralkodott. A nagykirály hűbéri hatalma alatt álltak a klánok és a kiskirályok a hivatali helyeket egy gyűlés választotta ki egy olyan folyamatban, mely örökléses elemeket egyesítettek az alattvalók beleegyezésével. A jelöltet általában a halál közeledtével a hivatali pozíciót aktuálisan betöltő nevezte meg, és általában örökösének megválasztását a skót tànaiste alapján tanistnak hívták.
Macbeth leváltását követően (mikor III. Malcolm került trónra 1057-ben és I. Dávid uralkodása idején a normann betelepülését követően megnőtt befolyásuk hatására Nyugat-Európa legnagyobb részéhez hasonlóan a primogenitúra lett az elterjedt trónöröklési rend Skóciában is. Ebben a korban egy kevert irányítású királyság vált az országból, mivel egy részét egy feudális kormányzat irányította, a többi terület pedig a szokásos kelta öröklési rendet követte. A korai gyűléseket a szó mai értelmében nem lehetett parlamentnek hívni.
Eredetileg a skótok klánjaik törzsfőnökének vagy földesuruknak tartoztak hűséggel, így a nagykirályok őket valamilyen nemkívánatos pozícióba nevezte ki, vagy veszélyes háborúkba küldte.
A skót parlament volt a törvényhozó testület. A parlament tagjait majdnem teljes fennállásának idején három rend néven emlegették. A három rend, mely a törvényhozó testületet alkotta a vallási (érsekek és püspökök), a második rend a lordok (hercegek, earlök, parlamenti főrend és az adott ideig megválasztott vezetők), a harmadik rend pedig a városi megbízottak voltak. A 16. századtól a második rend kiegészült a megyék megbízottaival. Sokak szerint így létrehoztak egy 'negyedik rendet', míg egy 'ötödik rend', a királyi hivatalnokok is képviselőt küldhettek. Ezek a megkülönböztetések még mindig vita tárgyát képezik a parlament történelmével foglalkozó történészek között. Ezeket a nézetkülönbségeket leszámítva, továbbra is 'a három rend' volt a parlament tagjainak megnevezése. A parlament egykamarás volt.
Az első írásos említése a skót parlamentnek a 13. századból maradt fenn. Az első fennmaradt ülést, Kirklistonban, 1235-ben tartották, II. Sándor uralkodásának idején.
A skót parlament két legerősebb időszaka, mikor legnagyobb volt a befolyása, 1639 és 51, illetve 1689 és 1707 között volt. A szövetségi ellenőrzés időszaka alatt a skót parlament fejlett és szervezett politikai fórum volt, és Európa egyik legerősebb népgyűlése volt. Az 1640-41-ben elkezdett alkotmányreformról szóló törvényjavaslatot, 1689-ben felújították, mikor elfogadták a jogok kérvényét. Az utolsó ülésszak 1707-ben fejeződött be, mikor a brit parlament felelősséget vállalt a skót ügyekért. Ezt az 1707. május 1-jén életbe lépő Acts of Union mondta ki.

## Zászló

Skócia zászlaja

A skót Union Flag

Skócia zászlajában egy fehér x alakú kereszt van, egy crux decussate, ami Szent András keresztény mártírt, a terület védőszentjét jelképező kereszt. Mindez kék alapon látható. Ezt hívják Szent András keresztjének. A heraldika nyelvén ez egy azúr háttérben ezüst kereszt. Skócia zászlaja a világ egyik legrégebbije. A hagyomány szerint a IX. századból származik, és a ma használt nemzeti zászlók közül a legrégebb.
1603-at, a koronák egyesítését követően I & VI Jakab király új jelképet csináltatott, melyben mind a Skót, mind az Angol Királyság jelképei megtalálhatók. A javasolt egységes zászlók többféle lehetőséget ajánlottak a különböző területekre. A skót verzió Szent András keresztjét mutatta, s Szent György keresztje a háttérben volt. Ezt 1606 és 1707 között használták. Angliában ennek ellenkezője volt igaz; végül az angol változatot fogadták el mint az új Nagy-Britannia Egyesült Királyságának hivatalos zászlaja.
| Skót Királyság c. 843-1707 | Utána: Nagy-Britannia (Egyesült) Királysága 1707-1801 | Utána: Nagy-Britannia és Írország Egyesült Királysága 1801-1921 | Utána: Nagy-Britannia és Észak-Írország Egyesült Királysága 1921 óta |